# 支路 (城市道路)
支路（英語：Branch Way）是次干路与居住小区（街坊路）的连接线路，解决城市局部地区交通，直接与两侧建筑物出人口相接，以服务功能为主。根据中国大陆《城市道路工程设计规范》（CJJ37-2012），支路的设计行车速度为20-40km/h，设计使用年限根据筑路材料不同分为10-20年。